# Opposite Worlds
Opposite Worlds es un reality show producido y transmitido por la cadena de televisión estadounidense SyFy. Éste reality show se encuentra basado en el exitoso programa del mismo tipo chileno Mundos Opuestos. El programa fue estrenado el día martes 21 de enero de 2014.
14 participantes, viviendo y compitiendo juntos pero separados en dos mundos completamente diferentes. Algunos tendrán la comodidad y la tecnología de la vida del futuro, mientras que otros tendrán que vivir como los hacían nuestros antecesores hace 100 años, todo por el premio mayor de cien mil dólares.
La premisa del concurso consiste en que los participantes estarán divididos en dos grupos, unos viviendo "la vida del futuro" y otros "la vida del pasado". Los dos mundos presentes en la vivienda fueron separados por un muro de vidrio, permitiendo que ambos grupos puedan observar las acciones del otro; la interacción directa entre los dos grupos de participantes se da en el patio, denominado como "el presente". Los participantes de los dos grupos existentes compiten cada semana en diversas pruebas físicas para determinar qué grupo vivirá en el pasado y cuál en el futuro, y determinar cuál será el participante eliminado de la competencia.

## Equipo del programa
- Presentadores: Luke Tipple lidera las competencias por equipos, los consejos de eliminación y los duelos de eliminación.[3]

## Reglas
- "El que decide": Es el único participante que posee la inmunidad, y no corre el riesgo de ser eliminado o nominado, también puede circular libremente por el pasado, el presente y el futuro; sin embargo, no puede entregar bienes tanto del futuro para los participantes del pasado, como del pasado a participantes del futuro. Posee el traje azul para diferenciarlo de los demás participantes, y es el único que decide quienes son los dos nominados que se enfrentarán en el duelo de eliminación. En primera instancia cada equipos elige a uno de sus integrantes para que sean los inmunes de la semana, luego los dos inmunes (uno de cada equipo) se enfrentaran a la votación del público. El ganador se convierte en "El que decide".
- "El presente": Es el lugar en el que todos los participantes pueden circular.

## Participantes
| Participante                                           | Edad | Resultado final                               | Estadía |
| ------------------------------------------------------ | ---- | --------------------------------------------- | ------- |
| Frank Sansonetti Bombero.                              | 35   | Ganador de Opposite Worlds                    | 42 días |
| J.R. Cook Abogado.                                     | 28   | 2.º Lugar de Opposite Worlds                  | 42 días |
| Jeffry Calle Coordinador.                              | 25   | Semifinalista Eliminado de Opposite Worlds    | 42 días |
| Samm Murphy Distribuidora de suministros médicos.      | 28   | Semifinalista Eliminada de Opposite Worlds    | 42 días |
| Lauren Schwab Instructora de parque de aventuras.      | 27   | 9.ª eliminada Por decisión de "El que decide" | 36 días |
| Lisette Resille Enfermera.                             | 32   | 8.ª eliminada Por decisión de "El que decide" | 36 días |
| Mercy Ukpolo Gerenta de operaciones.                   | 38   | 7.ª eliminada En duelo de agilidad            | 23 días |
| Jesse Wilson Modelo y fotógrafo.                       | 34   | 6.° eliminado En duelo de agilidad            | 35 días |
| Steve DiCarlo Periodista.                              | 24   | 5.° eliminado Con 3/5 votos                   | 17 días |
| Danielle Pascente Personal trainer y modelo deportiva. | 25   | 4.ª eliminada En duelo de equilibrio          | 28 días |
| Ángela Lima Vicepresidenta de "Vegan Food Company".    | 34   | 3.ª eliminada En duelo de destreza            | 21 días |
| Wyatt Werneth Especialista de buceo militar.           | 47   | 2.° eliminado En duelo de agilidad            | 14 días |
| Rachel Lara Personalidad multimedia.                   | 27   | 1.ª eliminada En duelo de agilidad            | 7 días  |
| Charles Haskins Militar y entrenador de boxeo.         | 39   | Abandona Por lesión                           | 5 días  |
| Natela Valentín Vendedora de joyas.                    | 30   | Eliminada Por voto del público.               | 0 días  |
| Kevin Donoghue Personal trainer.                       | 38   | Eliminado Por voto del público.               | 0 días  |

Notas
1. ↑  Frank Sansonetti fue cambiado de el equipo Chronos a Epoch en la semana 4.
2. 1 2  Mercy Ukpolo y Steve DiCarlo ingresan en el día 12, por decisión del público.

- Semanas 1 - 5:

     Participante del equipo Chronos.
     Participante del equipo Epoch.
- Semana 6:

     Participante en competencia individual hombre.
     Participante en competencia individual mujer.
Además otros cuatro posibles participantes fueron revelados dónde el público debía votar para ver quienes ingresaban. Los dos jugadores con más votos ingresaron a la competencia.
| Participante                         | Edad |
| ------------------------------------ | ---- |
| Kevin Donoghue Personal trainer.     | 38   |
| Mercy Ukpolo Gerenta de operaciones. | 25   |
| Natela Valentín Vendedora de joyas.  | 30   |
| Steve DiCarlo Periodista.            | 24   |

## Fases de la competencia

### Equipos
A continuación, se encuentra una tabla, la cual indica cómo fueron conformados los equipos:
| Semana:      | 1 - 5             | 1 - 5           |
| ------------ | ----------------- | --------------- |
| Equipos:     | Chronos           | Epoch           |
| Integrantes: | Danielle Pascente | Ángela Lima     |
| Integrantes: | Frank Sansonetti  | Charles Haskins |
| Integrantes: | Jeffry Calle      | J.R. Cook       |
| Integrantes: | Jesse Wilson      | Lauren Schwab   |
| Integrantes: | Lisette Resille   | Samm Murphy     |
| Integrantes: | Mercy Ukpolo      | Steve DiCarlo   |
| Integrantes: | Rachel Lara       | Wyatt Werneth   |
| Integrantes: | Frank Sansonetti  |                 |

Notas
1. 1 2  Frank Sansonetti fue cambiado del equipo Chronos a Epoch en la semana 4.

### Individuales
| Semana:      | 6                |  |                  |  |                  |  |                  |  |  |  |
| Instancia:   | Individuales     |  | Semifinales      |  | Final            |  | Ganador          |  |  |  |
| Integrantes: | Frank Sansonetti |  | Frank Sansonetti |  | Frank Sansonetti |  | Frank Sansonetti |  |  |  |
| Integrantes: | Jeffry Calle     |  | Jeffry Calle     |  | J.R. Cook        |  |                  |  |  |  |
| Integrantes: | J.R. Cook        |  | J.R. Cook        |  |                  |  |                  |  |  |  |
| Integrantes: | Lauren Schwab    |  | Samm Murphy      |  |                  |  |                  |  |  |  |
| Integrantes: | Lisette Resille  |  |                  |  |                  |  |                  |  |  |  |
| Integrantes: | Samm Murphy      |  |                  |  |                  |  |                  |  |  |  |

## Resultados Generales

### Competencia por equipos
| Frank    | Gana      | Inmune    | Nominado  | Gana      | Nominado  | Nominado  |  |  |  |  |  |  |  |  |  |  |  |  |  |  |  |  |  |  |  |
| Jeffry   | Gana      | Gana      | Gana      | Salvado   | Gana      | Inmune    |  |  |  |  |  |  |  |  |  |  |  |  |  |  |  |  |  |  |  |
| J.R.     | Decide    | Salvado   | Salvado   | Decide    | Salvado   | Salvado   |  |  |  |  |  |  |  |  |  |  |  |  |  |  |  |  |  |  |  |
| Lauren   | Salvada   | Decide    | Salvada   | Gana      | Salvada   | Decide    |  |  |  |  |  |  |  |  |  |  |  |  |  |  |  |  |  |  |  |
| Lisette  | Inmune    | Gana      | Gana      | Salvada   | Gana      | Gana      |  |  |  |  |  |  |  |  |  |  |  |  |  |  |  |  |  |  |  |
| Samm     | Salvada   | Salvada   | Decide    | Gana      | Salvada   | Nominada  |  |  |  |  |  |  |  |  |  |  |  |  |  |  |  |  |  |  |  |
| Mercy    |           | Gana      | Gana      | Salvada   | Gana      | Eliminada |  |  |  |  |  |  |  |  |  |  |  |  |  |  |  |  |  |  |  |
| Jesse    | Gana      | Nominado  | Gana      | Inmune    | Gana      | Eliminado |  |  |  |  |  |  |  |  |  |  |  |  |  |  |  |  |  |  |  |
| Steve    |           | Salvado   | Salvado   | Nominado  | Eliminado |           |  |  |  |  |  |  |  |  |  |  |  |  |  |  |  |  |  |  |  |
| Danielle | Gana      | Gana      | Inmune    | Eliminada |           |           |  |  |  |  |  |  |  |  |  |  |  |  |  |  |  |  |  |  |  |
| Ángela   | Nominada  | Salvada   | Eliminada |           |           |           |  |  |  |  |  |  |  |  |  |  |  |  |  |  |  |  |  |  |  |
| Wyatt    | Salvado   | Eliminado |           |           |           |           |  |  |  |  |  |  |  |  |  |  |  |  |  |  |  |  |  |  |  |
| Rachel   | Eliminada |           |           |           |           |           |  |  |  |  |  |  |  |  |  |  |  |  |  |  |  |  |  |  |  |
| Charles  | Abandona  |           |           |           |           |           |  |  |  |  |  |  |  |  |  |  |  |  |  |  |  |  |  |  |  |
| Kevin    | Eliminado |           |           |           |           |           |  |  |  |  |  |  |  |  |  |  |  |  |  |  |  |  |  |  |  |
| Natela   | Eliminada |           |           |           |           |           |  |  |  |  |  |  |  |  |  |  |  |  |  |  |  |  |  |  |  |

     El participante gana junto a su equipo la semana y vive en el "Futuro".
     El participante obtiene la Inmunidad por decisión de sus compañeros y posteriormente por votación del público el título de "El que decide".
     El participante obtiene la Inmunidad por decisión de sus compañeros.
     El participante pierde junto a su equipo la semana y vive en el "Pasado".
     El participante pierde junto a su equipo la semana y es nominado por "El que decide".
     El participante es nominado, pierde el duelo de eliminación y posteriormente es eliminado de la competencia.
     El participante abandona la competencia.
     El participante es eliminado antes de ingresar a la competencia por votación del público.

### Competencia Individual
| Frank   | Decide    | Inmune    |  |  |  |  |  |  |  |  |  |  |  |  |  |  |  |  |  |  |  |
| J.R.    | Decide    | Gana      |  |  |  |  |  |  |  |  |  |  |  |  |  |  |  |  |  |  |  |
| Jeffry  | Nominado  | Eliminado |  |  |  |  |  |  |  |  |  |  |  |  |  |  |  |  |  |  |  |
| Samm    | Nominada  | Eliminada |  |  |  |  |  |  |  |  |  |  |  |  |  |  |  |  |  |  |  |
| Lauren  | Eliminada |           |  |  |  |  |  |  |  |  |  |  |  |  |  |  |  |  |  |  |  |
| Lisette | Eliminada |           |  |  |  |  |  |  |  |  |  |  |  |  |  |  |  |  |  |  |  |

     El participante obtiene la Inmunidad al ganar la competencia individual y obtiene el título de "El que decide".
     El participante pierde la competencia individual y es nominado por "El que decide".
     El participante pierde la competencia individual, es nominado y posteriormente eliminado por "El que decide".

## «El que decide» (Inmunidad)
En primera instancia cada equipo elige a uno de sus integrantes para que sean los inmunes de la semana, luego los dos inmunes (uno de cada equipo) se enfrentan a la votación del público. El ganador se convierte en "El que decide". Esta persona es la única que decide quienes son los dos nominados que se enfrentarán en el duelo de eliminación.
| Semana | Inmune Equipo Chronos | Inmune Equipo Epoch | El que decide |
| ------ | --------------------- | ------------------- | ------------- |
| 1      | Lisette               | J.R.                | J.R. Cook     |
| 2      | Frank                 | Lauren              | Lauren Schwab |
| 3      | Danielle              | Samm                | Samm Murphy   |
| 4      | Jesse                 | J.R.                | J.R. Cook     |
| 5      | Jeffry                | Lauren              | Lauren Schwab |

## Votación del público
El público constantemente se encuentra apoyando a sus participantes favoritos a través de Twitter y Facebook. Esto tiene como consecuencia que el participante más votado obtenga una recompensa y el menos votado un castigo. 
| Semana | Recompensa    | Castigo         |
| ------ | ------------- | --------------- |
| 2      | J.R. Cook     | Jeffry Calle    |
| 3      | Lauren Schwab | Jesse Wilson    |
| 4      | Jesse Wilson  | Jeffry Calle    |
| 5      | Lauren Schwab | Jeffry Calle    |
| 6      | Lauren Schwab | Lisette Resille |

Días antes de iniciar el programa, se realizó una votación en el sitio web de SyFy para elegir a los dos últimos participantes oficiales del programa. Los ganadores de la votación fueron anunciados en el capítulo del día 28 de enero.
| Semana | Aspirantes      | Aspirantes     | Aspirantes    | Aspirantes   | Eliminados por el público      |
| ------ | --------------- | -------------- | ------------- | ------------ | ------------------------------ |
| 1      | Natela Valentín | Kevin Donoghue | Steve DiCarlo | Mercy Ukpolo | Natela Valentín Kevin Donoghue |

## Competencias
"Opposite Worlds"  se basa prácticamente en competencias en las cuales se prueba a los participantes en fuerza, velocidad, habilidad, equilibrio, etc. Para hacer pruebas de estas, se conforman dos equipos, identificados con un nombre y un color, y se baten en competencias para no eliminar a uno de sus integrantes y permanecer en el "futuro".

### Equipos
| Semana | Futuro  | Pasado  | "El que decide" | Primer nominado | Segundo nominado | Tipo de duelo | Eliminado |
| ------ | ------- | ------- | --------------- | --------------- | ---------------- | ------------- | --------- |
| 1      | Chronos | Epoch   | J.R. Cook       | Ángela          | Rachel           | Agilidad      | Rachel    |
| 2      | Chronos | Epoch   | Lauren Schwab   | Jesse           | Wyatt            | Agilidad      | Wyatt     |
| 3      | Chronos | Epoch   | Samm Murphy     | Frank           | Ángela           | Destreza      | Ángela    |
| 4      | Epoch   | Chronos | J.R. Cook       | Danielle        | Steve            | Equilibrio    | Danielle  |
| 5      | Chronos | Epoch   | Lauren Schwab   | Frank           | Steve            | Votación      | Steve     |
| 5      | Chronos | Epoch   | Lauren Schwab   | Jesse           | Frank            | Agilidad      | Jesse     |
| 5      | Chronos | Epoch   | Lauren Schwab   | Mercy           | Samm             | Agilidad      | Mercy     |

### Individuales
A partir de la semana 6 dio inicio la competencia individual. Los 6 competidores debían competir en una prueba, donde los dos ganadores se convirtieron en "El que decide", los cuatro restantes debían enfrentarse a la decisión de los ganadores quienes definieron a los dos eliminados de la competencia que no pudieron llegar a la semifinal.
| Semana | "El que decide"  | Primer nominado | Segundo nominado | Tercer nominado | Cuarto nominado | Tipo de duelo | Eliminado |
| ------ | ---------------- | --------------- | ---------------- | --------------- | --------------- | ------------- | --------- |
| 6      | Frank Sansonetti | Jeffry Calle    | Lauren Schwab    | Lisette Resille | Samm Murphy     | Votación      | Lauren    |
| 6      | J.R. Cook        | Jeffry Calle    | Lauren Schwab    | Lisette Resille | Samm Murphy     | Votación      | Lisette   |

### Semana 1
- Competencia en Equipos: En esta primera prueba los participantes se encuentran situados sobre una plataforma circular metálica que está elevada a 3 metros del suelo. Un jugador de cada equipo debe luchar para tratar de caer a su contrincante al suelo. El primer equipo que complete cuatro puntos será el ganador.
  - Equipo ganador: Chronos.

- Duelo de Eliminación: El objetivo de la prueba es rescatar tres testimonios, para ello debían escalar unos obstáculos y pasar por encima de ellos para luego nada en agua helada. La participante que logre rescatar primero los testimonios es la ganadora.
  - Tipo de Duelo: Agilidad.
    - Ganadora: Ángela Lima.
    - Eliminada: Rachel Lara.

### Semana 2
- Competencia en Equipos: En esta prueba cada equipo deberá amarrar a un participante del equipo contrario. El objetivo es que cada equipo logre rescatar a la mayor cantidad de participantes pertenecientes a su equipo. El equipo ganador es aquel que logra desatar a la mayor cantidad de integrantes de su propio equipo.
  - Equipo ganador: Chronos.

- Duelo de Eliminación: El objetivo de la prueba es rescatar cinco espadas sumergidas, para ello debían romper una pared de piedra, caminar a través de unos pozos de asfalto, buscar la espada y regresarla al punto de partida. El primer concursante que logre rescatar las cinco espadas y las deje en el punto de partida era el ganador.
  - Tipo de Duelo: Agilidad.
    - Ganador: Jesse Wilson.
    - Eliminado: Wyatt Werneth.

### Semana 3
- Competencia en Equipos: En esta prueba cada equipo estará situado en un pantáno fangoso. Cuatro competidores por equipo deberán estar vendados los ojos y un participante sin venda estará aislado en la otra zona del campo de juego. El objetivo de la prueba es armar un rompecabezas con las instrucciones que el compañero vidente les va dando. El primer equipo que arme el rompecabezas es el ganador.
  - Equipo ganador: Chronos.

- Duelo de Eliminación: Cada participante deberá trasladar cinco testimonios desde una estructura en altura a otra. Para lograrlo, cada duelista dispone de cinco cajones, que deberán pasar de un costado a otro a través de una reja, para así formar la escala que los ayudará a desmontar y montar cada testimonio. El primer duelista que logre reubicar los cinco testimonios, será el vencedor. 
  - Tipo de Duelo: Destreza.
    - Ganador: Frank Sansonetti.
    - Eliminado: Ángela Lima.

### Semana 4
- Competencia en Equipos: Los participantes debían llevar un balde vacío, tomar agua de un tambor y llevarlo a través de diferentes obstáculos en el camino, hasta llegar a una estructura en donde a través de una tubería debían arrojar el agua, que caería a otro tambor con una balanza, el primer equipo en tener la mayor cantidad de litros, era el ganador. 
  - Equipo ganador: Epoch.

- Duelo de Eliminación: Cada participante deberá mantenerse de pie en una pequeña plataforma de concreto mientras una estructura metálica con dos barras gira continuamente. Los duelistas deberán esquivar esas barras saltando y agachándose. Cada vez que uno de los participantes se caiga de la plataforma, o detenga la estructura, será penalizado con un testimonio. Quién sea penalizado con cinco testimonios, perderá el duelo, y será eliminado.
  - Tipo de Duelo: Equilibrio.
    - Ganador: Steve DiCarlo.
    - Eliminada: Danielle Pascente.

### Semana 5
- Competencia en Equipos: El objetivo de la prueba es trasladar 12 testimonios desde un extremo al otro dentro del campo de juego. Para lograrlo cada participante deberá sortear una serie de obstáculos. Primero tendrán que ser equilibrio y caminar sobre una barra, posteriormente deberán cruzar por debajo de una red y luego escalar una pirámide metálica. A continuación tendrán que atravesar sobre una telaraña de cuerdas y finalmente pasar por debajo de una escalera horizontal y escalar hasta la cima de una torre para rescatar el testimonio. Para regresar deberán hacer el mismo circuito de vuelta y dejar el testimonio sobre una estructura metálica. El equipo que logre rescatar todos los testimonios de un extremo al otro dentro del campo de juego y rescate el testimonio dorado será el ganador de la competencia por equipos. 
  - Equipo ganador: Chronos.
  - Eliminado equipo perdedor: Steve DiCarlo (3/5 votos).

- Duelo de Eliminación: El objetivo de la prueba es rescatar el testimonio dorado en el menor tiempo posible. Para esto cada duelista deberá rescatar 15 baras de madera y en el extremo del circuito traspasarlas a través de una malla metálica. Luego atravesarán dichas mallas metálicas para finalmente trasladar cada una de las baras hasta el final de la pista. Allí deberán insertarlas una a una de los orificios de una estructura. Quienes primero logren trasladar las 15 baras y rescaten el testimonio dorado serán los vencedores del duelo de eliminación. 
  - Tipo de Duelo: Agilidad.
    - Ganadores: Samm Murphy y Frank Sansonetti.
    - Eliminados: Mercy Ukpolo y Jesse Wilson.

### Semana 6
- Desafío de Inmunidad: El objetivo de la prueba es trasladar los balones de un extremo a otro dentro del campo de juego. Para lograrlo cada participante deberá colocar los balones dentro de un riel, los cuales se desplazarán mediante el recambio de cilindros hasta que caigan por un extremo. Quien logre ubicar todos los balones dentro de un saco y obtenga el testimonio dorado será el ganador de la competencia de inmunidad.
  - Ganadores: Frank Sansonetti y J.R. Cook.
  - Eliminadas: Lisette Resille y Lauren Schwab.

## Gran Final
La Gran Final se transmitió en directo desde Nueva Orleans, el día miércoles 26 de febrero de 2014, obteniendo el ganador $100.000 dólares americanos.